# روجرز بلاد
روجرز بلاد (بالإنجليزية: Rogers Blood)‏ هو ضابط أمريكي، ولد في 29 يناير 1922 في مانشستر في الولايات المتحدة، وتوفي في 18 فبراير 1944 في آتول إنيويتوك في جزر مارشال.